# Этажи (альбом группы «Дымовая завеса»)
«Этажи» — четвёртый студийный альбом российской рэп-группы «Дымовая завеса», вышедший в 2006 году. Является последним альбомом в творчестве группы и считается самым лучшим альбомом группы (с точки зрения фанатов) и самым андеграундным со стороны критиков.
Альбом был выдержан в андеграундной концепции, как и предыдущий — «Взрывное устройство». Только, в отличие от этого альбома, «Этажи» был наполнены хардкоровым и психоделическим звучанием. Тексты песен были написаны, в основном, Slim'ом, в отличие от предыдущих альбомов, тексты к которым писал Lexus. Музыка к альбому была написана Slim'ом.
«Этажи» — первый официальный релиз звукозаписывающего лейбла ЦАО Records, который основала группа CENTR, битмейкером которой был Slim. В создании альбома участвовали Гуф («CENTR»), 5Плюх («F.Y.P.M.»), Словетский («Проект Константа») и группа «Иезекииль 25:17».

## Список композиций
| №   | Название                              | Текст песни                            | Музыка | Длительность |
| --- | ------------------------------------- | -------------------------------------- | ------ | ------------ |
| 1.  | «Интро»                               | —                                      | Slim   | 1:48         |
| 2.  | «Этажи»                               | Slim, Lexus                            | Slim   | 4:52         |
| 3.  | «Из России с любовью»                 | Lexus, Slim                            | Slim   | 4:08         |
| 4.  | «Пончики (Cкит)»                      | Bakstade 2006                          | —      | 0:33         |
| 5.  | «Пончики»                             | Slim, Lexus                            | Slim   | 4:19         |
| 6.  | «Правильно» (уч. 5Плюх)               | Slim, 5Плюх                            | Slim   | 4:58         |
| 7.  | «Страница №80»                        | Lexus, Slim                            | Slim   | 4:56         |
| 8.  | «Аттракцион» (уч. Иезекииль 25:17)    | Ант, Бледный, Slim                     | Slim   | 4:05         |
| 9.  | «Ветер листву»                        | Лика, Lexus, Slim                      | Slim   | 3:56         |
| 10. | «Скит от Гуфа»                        | Guf                                    | —      | 1:06         |
| 11. | «Занимая пьедесталы»                  | Lexus, Slim                            | Slim   | 4:54         |
| 12. | «На районе» (уч. 5Плюх, Константа)    | 5Плюх, Словетский, Slim, Митя Северный | Slim   | 4:11         |
| 13. | «Рецепты кухни»                       | Slim, Lexus                            | Slim   | 4:25         |
| 14. | «Соловьи»                             | Slim, Lexus                            | Slim   | 3:17         |
| 15. | «Из России с любовью (Другая версия)» | Lexus, Slim                            | PTF    | 4:05         |
| 16. | «Аутро»                               | Slim                                   | Slim   | 1:22         |

## Участники записи
Сведения взяты из буклета альбома.
- Сведение: Brooklyn Only (1, 12, 14, 16), Андрей Николаев (2, 5, 7, 11), tns (3, 9), Ант (6, 8, 13, 15)
- Фото: Комаров Артём
- Дизайн Обложки: Mesr

| - Slim — автор слов, вокал (2—9, 11—16) - Lexus — автор слов, вокал (2, 3, 5, 7, 9, 11, 13—15) - 5Плюх — автор слов, вокал (6, 12) - Ант — автор слов, вокал (8) - Бледный — автор слов, вокал (8) - Словетский — автор слов, вокал (12) - Митя Северный — автор слов, вокал (12) - Guf — автор слов (10) - Лика — автор слов, вокал (9) |

## Рецензии
Критики восприняли альбом «Дымовой Завесы» неоднозначно: 

Если считать «Этажи» точкой в существовании дуэта «Дымовая Завеса», то вышла она жирной, хоть и смазанной, если очередной работой – то весьма удачной. Перед тем как развеяться, Завеса сгустилась до своей лучшей консистенции.
 — пишет Руслан Муннибаев на сайте Rap.ru
Slim, дав интервью интернет-каналу «TVJam» в 2010 году, признался, что «Этажи — единственный альбом, за который ему не стыдно. Остальные альбомы как-то слушать нет желания». Так же он отметил, что «Этажи», первый релиз ЦАО Records, получился на одном уровне с «Качелями» Центра, разве что был предназначен для более узкой аудитории.
В 2009 году состоялся концерт-реюнион группы, где Slim и Lexus исполнили все хиты из альбома.

### Комментарии
1. ↑  На фитах не указан
2. ↑  На фитах не указана